# École autrichienne (économie)
« École autrichienne » redirige ici. Pour les autres significations, voir École autrichienne (homonymie).
L'école autrichienne d'économie est une école de pensée économique qui se fonde sur l'individualisme méthodologique et rejette l'intervention de l'État. Elle s'oppose à l'application à l'économie des méthodes employées par les sciences naturelles. Ses partisans défendent des idées très libérales. Elle s'oppose tant à la nouvelle économie keynésienne qu'à la nouvelle économie classique.

## Présentation générale

### Histoire
L'histoire de l'école autrichienne est longue. On la fait généralement débuter en 1871, avec la publication par Carl Menger de ses Principes d'économie. Ses principaux représentants sont Carl Menger, Eugen von Böhm-Bawerk, Ludwig von Mises, Friedrich Hayek, Murray Rothbard et Jesús Huerta de Soto. L'expression « école autrichienne » a été utilisée pour la première fois vers 1870 par les économistes allemands de l'école historique, comme expression de mépris envers les thèses de Carl Menger, opposées aux leurs.
Carl Menger fait ainsi office de père fondateur de l'école, bien qu'il soit également associé, dans l'histoire de la pensée économique, à Léon Walras et William Stanley Jevons dans l’invention du marginalisme de l'école néoclassique. Cela est dû à ce que ces trois auteurs, au-delà de leur adhésion au marginalisme, ont soutenu des positions différentes sur de nombreux sujets, et sont à l’origine de trois écoles de pensée distinctes. L'école autrichienne découle ainsi spécifiquement des idées de Menger et elle prend corps progressivement, sous le nom d'école de Vienne ou d'« école psychologique ».
Les racines de l'école autrichienne peuvent être trouvées dans des traditions économiques anciennes, qui passent par les scolastiques espagnols du XVIe siècle de l'école de Salamanque, mais aussi par les économistes classiques français comme Jean-Baptiste Say ou Frédéric Bastiat.
Ses apports originaux se situent principalement dans les domaines où elle se sépare de l’économie néoclassique, c’est-à-dire ceux où le passage du temps, l’incertitude, les limitations intrinsèques de l’esprit humain et son libre arbitre jouent un rôle crucial.

### Branches
Sous l’impulsion de Carl Menger et de ses deux premiers disciples Eugen von Böhm-Bawerk et Friedrich von Wieser, la tradition économique autrichienne connaît un essor remarquable dans les trois premières décennies du vingtième siècle, pour se diviser ensuite en plusieurs courants. Wieser s’oriente rapidement vers un rapprochement avec la théorie walrasienne de l’équilibre général, voie sur laquelle le suivront des auteurs comme Schumpeter et Hayek qui fut son étudiant avant de travailler pour Mises à l'Institut für Konjunkturforschung (« Institut de Recherches sur la Conjoncture », devenu Institut allemand pour la recherche économique) que celui-ci avait créé. Puis, fuyant la montée du nazisme dans les années trente, les économistes autrichiens trouvent refuge dans le monde anglo-saxon, et beaucoup se rapprochent plus ou moins des thèses dominantes dans les pays d’accueil[réf. nécessaire], principalement le Royaume-Uni et les États-Unis.
D’autres, au premier rang desquels Ludwig von Mises, restent fidèles à la pensée de Carl Menger en ce qu’elle se distingue de celle de Jevons et Walras, et ont des disciples locaux fidèles qui assurent la persistance jusqu’à nos jours d’une école autrichienne spécifique.
L’école autrichienne s’est développée à travers un certain nombre de controverses portant sur la nature même de la discipline économique. La première de ces controverses, connue sous le nom de Methodenstreit, oppose Menger à l’école historique allemande menée par Gustav von Schmoller, qui soutient qu’il n’existe pas de lois générales des phénomènes économiques. Sur l’autre aile, elle se double d’une opposition permanente à Léon Walras et aux néoclassiques, inaugurée par Menger et poursuivie par Böhm-Bawerk et Mises. La troisième, lancée par Menger contre la conception objective de la valeur, se prolonge contre Marx et le socialisme avec Böhm-Bawerk, Mises et Hayek. Enfin la quatrième, contre Keynes et les macro-économistes, est lancée par Mises et développée par Hayek. Ces controverses sont encore vivaces et mettent la tradition autrichienne en conflit avec presque toutes les autres écoles de la pensée économique contemporaine.

### Principaux économistes et œuvres fondatrices
Si l'école autrichienne émerge en Autriche, elle s'est étendue à plusieurs autres pays, notamment en Europe. Les principaux économistes autrichiens sont les suivants :
- École autrichienne d'origine : Carl Menger (1840–1921), Eugen von Böhm-Bawerk (1851–1914), Friedrich von Wieser (1851–1926), Ludwig von Mises (1881–1973), Friedrich von Hayek (1899–1992), Ludwig Lachmann (1906–1990).
- Branche américaine : Walter Block, Peter Boettke, Gene Callahan, Roger Garrison, Hans-Hermann Hoppe, Jörg Guido Hülsmann, Israel Kirzner, Don Lavoie, George Reisman, Murray Rothbard, Hans Sennholz, Peter Schiff.
- Branche européenne : Jörg Guido Hülsmann, Jesus Huerta de Soto.
- Français : Henri Lepage, Pascal Salin, Jacques Garello, Jean-Pierre Centi, Gérard Bramoullé, François Guillaumat, Georges Lane, Simone Wapler.
- Italiens : Giovanni Montemartini.

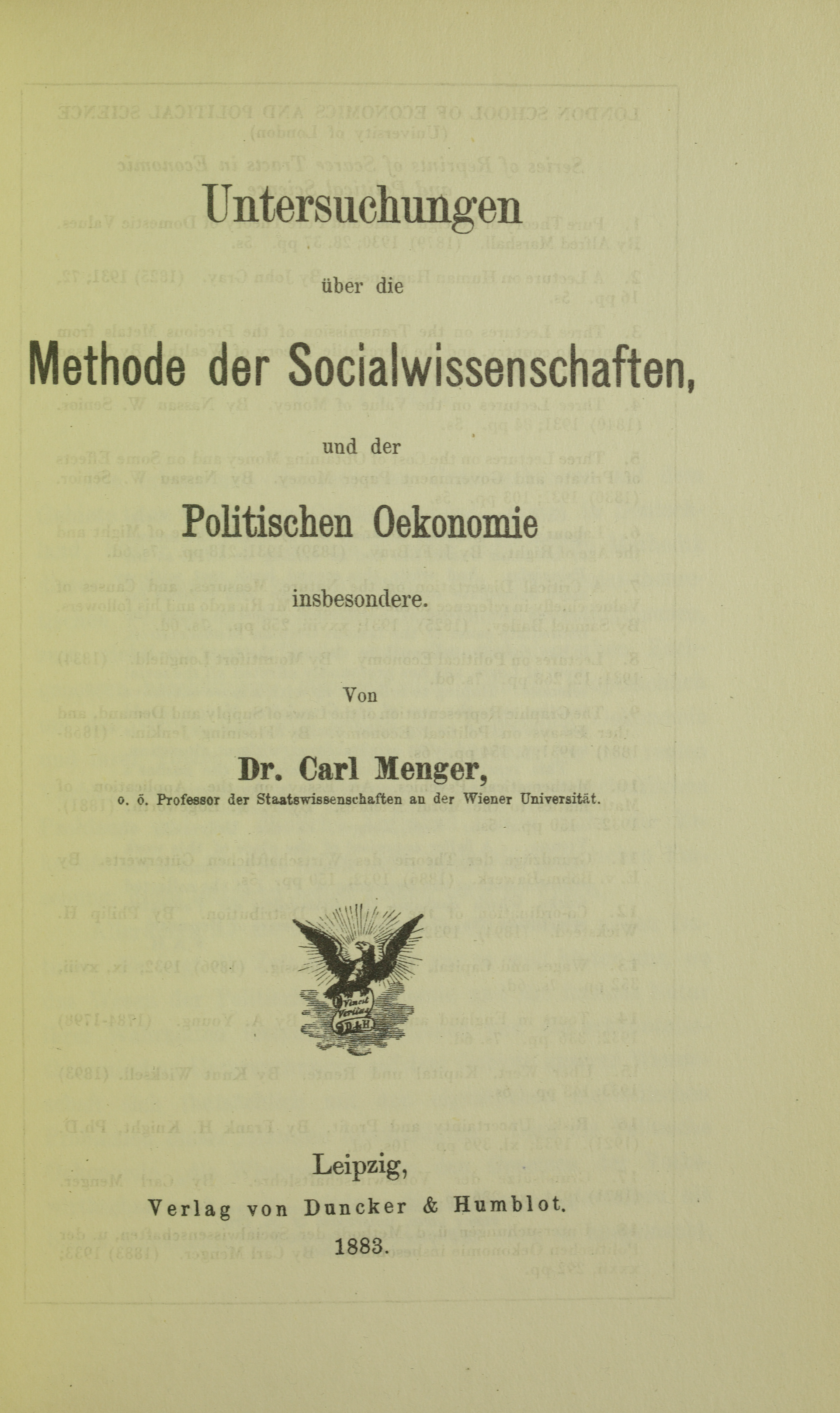
Untersuchungen über das Methode der socialwissenschaften und der politischen Ökonomie insbesondere, 1883 (réédition de 1933).

Les principales œuvres de ce courant sont les suivantes :
- Carl Menger : Principes d’économie (Grundsätze der Volkswirtschaftslehre, 1871)
- Carl Menger : Recherches sur les méthodes des sciences sociales, en particulier de l’économie politique (Untersuchungen über die Methode der Sozialwissenschaften, und der politischen Ökonomie insbesondere, 1883)
- Eugen von Böhm-Bawerk : Théorie positive du capital (Kapital und Kapitalzins, 1884)
- Ludwig von Mises : La théorie de la monnaie et du crédit (Theorie des Geldes und der Umlaufsmittel, 1912)
- Friedrich August von Hayek : La Route de la servitude (The Road to Serfdom, 1944)
- Ludwig von Mises : L'Action humaine, traité d'économie (Human Action, a Treatise on Economics, 1949)
- Murray Rothbard : Man, Economy, and State (1962) suivi de Power and Market (1963)
- Friedrich August von Hayek : Droit, législation et liberté (Law, Legislation and Liberty, 1974)

## Fondements théoriques

### Méthodologie économique
L'école autrichienne se caractérise par sa réflexion unique sur l'économie en tant que discipline, et notamment par ses positions épistémologiques et méthodologiques singulières concernant sa nature. Elle définit l'économie comme l'étude des phénomènes sociaux complexes résultant de l’action des êtres humains, qui consiste à mettre en œuvre des moyens pour atteindre des fins. Elle postule que les relations entre fins et moyens, aussi bien que les fins elles-mêmes, sont établies par chaque individu et faisant intervenir leur libre arbitre et leur raison, quoique la rationalité des acteurs, et leurs connaissances, soient limitées.
Chaque acte économique a un très grand nombre d’effets, et chaque phénomène économique observable résulte de la conjonction des effets d’un très grand nombre de causes. Il en résulte que l’économie est une discipline différente des sciences physiques : l’expérimentation y est impossible, mais l'introspection nous permet de connaître directement les faits fondamentaux de l'action, dont découlent la plupart des lois économiques : seule la complexité de leurs interactions fait donc obstacle à l’analyse.
Par voie de conséquence, le raisonnement juste applicable à l’économie est de partir de notre connaissance de nous-mêmes en tant qu’êtres humains agissants pour en dériver par simple déduction logique les lois qui régissent les phénomènes. Cette méthode « a priori » soutenue par la logique, est semblable à celle des mathématiques. Elle s’oppose à la méthode expérimentale ou hypothético-déductive des sciences physiques (dualisme méthodologique). Par exemple, la proposition « l’homme agit » est incontestablement vraie puisque nier que l’homme agit serait déjà une action (contradiction performative ou pratique). Dans L’Action humaine, Mises montre que cet « axiome de l’action » implique nécessairement les catégories de fin, de moyen, de causalité, d’incertitude, de préférence temporelle, et, de proche en proche, de valeur, de coût, d’intérêt, etc., et engendre enfin toute la théorie économique.
L'économie autrichienne considère que les phénomènes concrets sont radicalement imprévisibles. Les lois économiques, en effet, sont purement qualitatives et décrivent les effets d’une cause prise isolément ; or, on ne peut isoler les causes dans le monde réel. Les phénomènes résultent de la conjonction d’une infinité de causes indépendantes, et sont donc essentiellement imprévisibles. De fait, le raisonnement mathématique leur est inapplicable. Cette position est parfois appelée « réalisme abstrait ».
Pour les autrichiens, une explication d’un phénomène économique n’est valide que si elle rattache logiquement ce phénomène à ses causes ultimes, qui sont par définition les choix volontaires d’êtres pensants (individualisme méthodologique). La tradition autrichienne récuse donc la distinction entre microéconomie et macroéconomie : elle reconnaît comme contradictoires et tient pour dépourvus d'intérêt les agrégats comme le niveau général des prix, le taux d’inflation ou le produit intérieur brut, ainsi bien sûr que les relations fonctionnelles postulées entre ces statistiques.
Rothbard a écrit sur la question des postulats économiques. Il accepte que ces postulats soient faux, irréalistes, tant qu'ils restent des constructions auxiliaires. Il refuse toutefois de tirer des conclusions à partir de prémisses irréalistes, considérant qu'alors les déductions seront fausses.

### Définition et typologie des biens
Selon Menger, un bien a quatre pré-requis pour être défini comme tel. Un bien répond à un besoin humain ; cette chose a une capacité causale à satisfaire ce besoin ; la connaissance de cette relation causale est réelle ; le contrôle de la chose permet de l'appliquer à la satisfaction du besoin.
Les biens peuvent être typologisés de différentes manières. La première typologie distingue les biens qui satisfont directement les besoins (biens de consommation), et ceux qui satisfont indirectement les besoins (les facteurs de production).
La deuxième typologie introduit une distinction entre les biens selon qu'ils sont plus ou moins éloignés de la consommation finale. La baguette de pain est un bien d'ordre 1 (bien de consommation), la farine qui a servi à la produire est d'ordre 2, le blé qui a servi à produire la farine est d'ordre 3, les semences qui ont fait le blé sont d'ordre 4, etc.
Les autrichiens remettent en cause le concept néoclassique de bien public. Ces biens ne répondent en effet pas nécessairement aux critères des biens : ils peuvent ne pas être un bien pour tout le monde, par exemple.

### Conception de la valeur
L'école autrichienne développe ainsi une double conception de la valeur.
La première est une conception subjective de la valeur : le jugement de valeur est un acte de la pensée (approche « subjectiviste »), la valeur d’un objet singulier (et non pas d'une classe d'objets) est le jugement qu’un être pensant porte sur la capacité de cet objet à servir ses projets, et c'est là son seul lien avec les attributs matériels de la chose. La valeur ne se prête donc à aucune mesure ni comparaison, ni addition entre les individus, réalité que d'autres économistes reconnaissent verbalement, mais sans en tirer toutes les conséquences. Elle varie suivant les projets, les personnes qui forment ces projets et la disponibilité des substituts.
La deuxième est une conception objective de la valeur : la valeur d'un objet est le prix affiché pour ce bien. Un individu, après avoir accordé de la valeur subjective à un bien (car il permet de satisfaire un besoin), lui impute une valeur plus ou moins élevée correspondant à l'importance qu'il lui donne.
Le marché est considéré comme révélant les préférences individuelles, c'est-à-dire la valeur accordée par les agents économiques aux biens. À ce titre, le marché est régulateur de la société.

### Concurrence
Le marché est normalement caractérisé par la concurrence. Un marché est concurrentiel lorsque plusieurs agents économiques y participent dans le but de se procurer des biens par le biais de l'échange. En 1915, Frank Fetter définit la concurrence comme la « tentative de deux personnes ou plus d'obtenir la même chose ».
Dans son ouvrage de 1949, von Mises approfondit la notion et distingue la concurrence catallactique (celle dans une économie de marché) de la concurrence biologique, qui renvoie à la lutte inéluctable des animaux pour la subsistance. La concurrence catallactique ne vise pas la destruction de l'autre, mais est une dimension de la coopération sociale fondée sur l'échange.
L'école autrichienne s'oppose au concept néoclassique de concurrence pure et parfaite. Von Mises lui reproche son caractère réducteur, car ce concept se base sur le postulat de biens homogènes. Hayek, lui, remarque que pour que la concurrence soit parfaite, il faut que chaque agent économique soit informé, ce qui n'est pas le cas du fait des coûts d'information.

### Détermination des coûts par les prix
L'école classique soutient que les coûts de production déterminent le prix de vente. L'école autrichienne renverse cette proposition en soutenant que c'est le prix de vente qui détermine le coût de production. Böhm-Bawerk prend l'exemple d'un produit dont le fer est le facteur de production principal. Suivant la loi de l'offre et de la demande, un prix d'équilibre est trouvé par la rencontre entre l'offre et la demande. Les producteurs du bien se basent sur ce prix pour former à leur tour leur demande en fer auprès des producteurs de fer. Si le prix d'équilibre est de 10€, alors les producteurs paieront les producteurs de fer au maximum 10€ par unité de fer.

### Épargne et investissement
L'école autrichienne procède à une réévaluation de l'épargne et de l'investissement. L'épargne a été dévalorisée par le keynésianisme, qui la considère comme une fuite macroéconomique : ce qui est épargné n'est pas consommé, ce qui réduit les anticipations de ventes des entreprises, les incitant à produire moins et donc à licencier. Or, l'épargne permet l'investissement, ce qui permet de produire plus de richesses. Une estimation de 1990 de Skousen montre ainsi une forte corrélation entre le taux d'épargne d'un pays et sa croissance économique. Ce facteur aurait beaucoup joué dans la croissance des quatre dragons asiatiques.
L'école autrichienne remarque également que la remise en cause du PIB comme indice de référence de la production fait apparaître l'importance véritable de l'investissement par rapport à la consommation. En 1991, Skousen estime que pour les États-Unis de 1982, le produit total, égal au PNB additionné aux consommations intermédiaires (normalement soustraites du calcul du PNB) représente le double du PNB. La consommation ne représente plus que 34% de l'activité économique totale, alors qu'elle pesait 65% du PNB.

### Utilité marginale
L'école autrichienne contribue à fonder le marginalisme, c'est-à-dire la pensée « à la marge », qui consiste à étudier l'effet d'une unité supplémentaire du bien considéré. Carl Menger dispose parfois de la paternité de ce mode de pensée. Certains, comme von Mises (1912), vont ensuite soutenir que cette loi est scientifiquement illégitime, car il est impossible d'ajouter des valeurs comme on ajouterait des longueurs, c'est-à-dire que les valeurs étant incommensurables, elles ne peuvent faire l'objet d'un calcul.

### Préférence pour le présent
Carl Menger soutient que l'agent économique a généralement une préférence pour une satisfaction immédiate plutôt qu'une satisfaction identique dans le futur. Il argumente en faveur de cette thèse de la préférence pour le présent sur la base de la psychologie : la peur de manquer de bien est forte et détermine en partie l'individu à préférer le maintenant. Un bien présent sera ainsi préféré au même bien disponible dans le futur. Frank Fetter écrit en 1915 : « l'impulsion à rechercher la gratification immédiate est profondément enracinée dans la nature biologique de l'homme ». Von Mises élève la préférence temporelle pour le présent en un principe praxéologique : « La satisfaction d'un besoin dans un avenir rapproché est, toutes choses égales d'ailleurs, préférée à la même dans un avenir distant ».

### Limites cognitives des agents économiques
Les économistes autrichiens fondent leurs analyses sur une prise en compte des limitations cognitives inhérentes aux agents économiques. Ils s'écartent de l'image de l'homo œconomicus en acceptant, à l'instar des keynésiens, que les agents économiques sont plongés dans un univers où l'incertitude règne et où la rationalité n'est pas parfaite.

### Relations économiques
Depuis les travaux de Von Mises, l'école autrichienne distingue trois types d'interactions sociales. La première est l'action autistique, qui ne vise aucune réciprocité et se fait sans retour (par exemple, le don). Il y a ensuite la relation contractuelle, celle de l'échange, par laquelle un agent cède un bien à un autre afin d'obtenir un bien lui-même de l'autre. Enfin, il y a la relation hégémonique, foncièrement asymétrique, qui fonctionne par la contrainte : un agent peut aller jusqu'à la violence physique pour se faire obéir, sans contrepartie.

### Monnaie active
L'école autrichienne soutient que la monnaie est active. La monnaie n'est pas le « voile » dont parlent les classiques, et n'est jamais neutre. Son activité dépend de la manière dont elle est mise en circulation sur les marchés. La monnaie n'a pas été inventée ou imposée, mais est un développement naturel de l'économie de marché. Elle sert d'intermédiaire d'échange.

### Marché, équilibre et ajustement
Carl Menger (1871), tout comme Böhm-Bawerk (1889) et Rothbard (1962) réaffirment la conception néoclassique du marché comme un marché d'enchères doté d'un commissaire-priseur walrassien (tâtonnement walrasien). La courbe de demande relie un bien monétaire à chaque quantité de bien que les acheteurs sont disposés à payer pour ce prix. La loi de l'utilité marginale fait que la demande est nécessairement décroissante : une augmentation du prix réduit la demande pour ce prix. La courbe de l'offre, toutefois, peut être croissante comme décroissante.
L’école autrichienne étudie les processus de changement en plus des tendances à l'ajustement, considérant les états d’« équilibre » comme des constructions imaginaires utiles au raisonnement, notamment pour dégager les effets de l'incertitude, mais irréalisables et même impensables et naturellement incapables de justifier aucune norme.

### Rendements décroissants
Les économistes autrichiens reprennent des économistes classiques la loi des rendements décroissants. Elle illustre les limites qui pèsent sur la croissance économique en vertu de ce que les facteurs ne sont pas illimités. Toutefois, certaines forces contrebalancent le caractère décroissant des rendements : le progrès de la technique ; l'intensification de la division du travail ; l'accumulation du capital due à l'augmentation de l'épargne.

## Concepts clefs

### Monopoles économiques et monopoles politiques
Les monopoles économiques sont des entreprises monopolistiques qui ont obtenu cette position dominante dans le respect du fonctionnement du libre marché et des droits de propriété privée. Le monopole politique est la firme qui a obtenu sa position car bénéficiant d'un agrément, d'un privilège donné par l’État.
Le monopole est toutefois relatif, car la firme en monopole n'échappe jamais entièrement aux mécanismes de marché. Ou bien elle fixe une quantité, mais elle ne pourra déterminer le prix de vente, ou bien elle fixe un prix, mais alors elle ne pourra pas en vendre au-delà de ce que les consommateurs veulent.

### Entreprises et entrepreneurs
La vie humaine dispose d'un élément entrepreneurial important. L'entreprise est maximisatrice en vertu d'une rationalité instrumentale : elle adapte ses moyens à des fins. L'entrepreneur est caractérisé par sa vigilance (alertness) : il doit garder à l’œil les possibilités de production et de vente à tout moment afin de saisir les meilleures opportunités.

### Théorie du capital
Dans la conception autrichienne, le capital est un ensemble structuré de biens utilisés dans les processus de production et non une masse homogène résumée par un équivalent monétaire macroscopique. À chaque processus de production est associé un ensemble de biens capitaux particuliers, et chaque bien capital occupe une place particulière dans le processus de production. La liste des biens et la population des producteurs ne sont pas exogènes ; leur formation et leur évolution sont des sujets fondamentaux de la théorie économique.

### Théorie de l'entreprise
Une entreprise est un assemblage spécifique de moyens de production, notamment de biens capitaux, pour produire des biens ou services spécifiques. Ces assemblages n’existent pas a priori mais doivent être construits par des agents économiques. Créer et faire fonctionner de tels assemblages constitue la fonction d’entrepreneur. Cette fonction est distincte à la fois de celle de fournisseur de travail et de celle de fournisseur de capitaux (avec lesquelles elle peut se combiner).
Pour comparer des plans d’actions alternatifs, l’entrepreneur utilise un outil appelé « calcul économique », qui consiste essentiellement à estimer la différence entre les revenus tirés de la production et le coût des ressources utilisées dans cette production, la différence constituant le profit de l’entrepreneur. Ce calcul utilise les prix de marché observés ou prévus. Il peut être effectué ex ante pour établir les plans d’action de l’entreprise ou ex post pour en estimer les effets réels, cette utilisation ex post étant la base de la comptabilité.
Si les prix résultent du libre fonctionnement du marché, la théorie autrichienne considère qu’ils représentent correctement la valeur que la société attache aux différents biens. Le profit de l’entrepreneur est alors un indicateur de la valeur que la société attache à l’activité de l’entreprise, en même temps que la rémunération de l’activité propre de l’entrepreneur.
Les entrepreneurs vont normalement lancer tous les projets dont la rentabilité prévisionnelle est supérieure au taux d’intérêt du marché, et notamment procéder aux investissements nécessaires, complétant ainsi la structure du capital par l’acquisition de moyens de production plus ou moins spécifiques.
Or l’entrepreneur ne peut prévoir ni le comportement futur des consommateurs, ni celui des autres producteurs, qui sont soumis à une incertitude radicale non probabilisable. Les résultats réels peuvent donc être différents des résultats attendus, et le profit attendu peut ne pas se matérialiser. Dans un marché libre, cela indique que les consommateurs préfèrent les biens consommés par cette production aux biens qui en résultent. L’assemblage spécifique de moyens de production qui constitue l’entreprise doit alors être défait et les moyens, en particulier le personnel, rendus disponibles pour d’autres usages dans la mesure du possible.
Dans le cas normal, les conséquences de cet échec sont limitées à l’entreprise, à son environnement immédiat et au marché des biens concernés. Pour qu’il y ait crise généralisée, il faut que les calculs de tous les entrepreneurs soient faussés, ce qui ne peut résulter que de manipulations de la monnaie et/ou des taux d’intérêt qui servent de référence aux calculs de tous.

### Théorie du taux d'intérêt
L'école autrichienne développe sa propre théorie du taux d'intérêt. Le taux d'intérêt dispose de plusieurs composantes, dont le « taux originaire » qui traduit la préférence pour le présent des agents, c'est-à-dire leur propension à consommer aujourd’hui plutôt qu’à l’avenir. Un taux faible indique une faible préférence pour le présent, c'est-à-dire à la fois une forte tendance à épargner et l’intention de consommer beaucoup dans le futur.
Dans un marché libre, le taux s’établira à un niveau cohérent avec les intentions réelles des consommateurs. Le taux d'intérêt peut être maintenu artificiellement bas par une politique monétaire, mais cela fausse le bon fonctionnement du marché.

### Création monétaire
Sur les moyens de limiter la création monétaire, les économistes de la tradition autrichienne se divisent en deux camps. Outre les taux de change flottants, les uns recommandent le régime de l’étalon-or et la limitation des crédits consentis par les banques au montant de leurs actifs. Les autres recommandent le système de la banque libre, considérant que des banques libres de leurs décisions mais supportant pleinement les conséquences de leurs actions, concurrentes entre elles pour l’émission et le maintien en circulation de signes monétaires et sans possibilité de recours à une banque centrale, seraient obligées par leurs clients et par la concurrence de maintenir un taux de réserve relativement élevé qui les garantirait contre le risque.

### Théorème de la régression monétaire
Le théorème de la régression est établi en 1912 par von Mises afin de donner une solution au problème de la détermination de la valeur de la monnaie. Comme l'écrit Renaud Fillieule, reprenant Wieser (1910), « il existe une chaîne causale qui relie son pouvoir d'achat [celui de la monnaie] d'une période à l'autre ». Comme les acteurs déterminent leurs préférences entre biens et monnaie par rapport aux prix monétaires qu'ils connaissent de la période précédente, les prix monétaires de la période courante sont dépendance du prix monétaire (et donc du pouvoir d'achat) de la monnaie sur la période antérieure.

### Triangles hayékiens
Les triangles hayékiens sont une représentation schématique de la structure de production d'une économie dans le temps. Ils permettent de montrer comment l'allocation des ressources au cours des phases de la production peut être guidé par le système des prix. Les quatre triangles qui le composent sont le triangle représentant le temps de production, le temps de consommation, le risque et la valeur.

### Détour de production
L'école autrichienne mobilise le concept de détour de production, créé par Böhm-Bawerk, pour qualifier la manière dont les allongements judicieux des processus de production permettent d'augmenter la productivité.

### Économie en rotation uniforme
Von Mises crée en 1949 le concept d'économie en rotation uniforme. Il s'agit d'un état d'équilibre statique et hypothétique (fictif), dans lequel l'économie ne connaîtrait plus aucun changement dynamique, c'est-à-dire ni dans les techniques, ni dans la disponibilité des ressources, ni dans les préférences des individus. Il n'y a ni profit ni perte, car il n'y a plus d'incertitude dans le marché.
Cet état est fictif et ne peut être atteint. Comme l'écrit Renaud Fillieule, « l'économie en rotation uniforme est un outil théorique qui permet d'une part d'analyser les effets de long terme d'un changement dynamique, et d'autre part de concevoir par contraste la situation réelle d'une économie de marché comme un système caractérisé à chaque instant par de multiples déséquilibres qui se manifestent par des écarts entre prix et coûts au sens large ».

## Thèses

### Adaptation du marché à un choc de ressource
Hayek étudie en 1948 les conséquences d'un choc de ressource, c'est-à-dire de l'accroissement ou de la raréfaction d'un facteur de production. Il estime qu'un choc de ressource cause l'augmentation du prix des ressources alternatives (substituts proches). L'augmentation des coûts des entreprises est inévitable, réduisant leur taux de rentabilité. Cela provoque une réallocation des capitaux (et des facteurs de production) vers les productions qui n'utilisent pas ou qui utilisent moins le facteur de production devenu coûteux.

### Adaptation du marché au progrès technique
Hazlitt étudie en 1946 l'effet du progrès technique. Si une branche de production réduit ses coûts grâce à une amélioration technique, elle réalise de plus amples profits, ce qui attire les capitaux. Les entreprises de la branche sont ainsi incitées à l'imiter dans l'innovation. La concurrence, ainsi que l'afflux de capitaux, permet d'augmenter la production. La baisse des coûts se répercute sur le prix de vente du bien produit. L'augmentation de la production s'accompagne alors d'une hausse du revenu (demande élastique), et la firme s'étend au détriment des branches qui produisent des substituts, qui subissent des pertes. Si la demande de la firme est inélastique, en revanche, alors la branche va se contracter car l'augmentation de la production totale s'accompagnera d'une chute de ses profits.

### Adaptation du marché à un changement de demande
Les préférences des consommateurs peuvent changer. Cela a un effet sur le prix des biens, car une hausse de la demande fait augmenter les prix (loi de l'offre et de la demande). Le prix du bien plus demandé qu'avant augmente, ce qui fait monter les profits, et attire les capitaux. La branche qui produit le bien se développe, tandis que les autres biens moins demandés voient leur branche se contracter. Le taux de rentabilité respectif revient vers la moyenne.

### Tendance à l'égalisation des taux de rentabilité
L'école autrichienne perçoit un mécanisme auto-régulateur à l’œuvre dans le marché en termes de taux de rentabilité. Les erreurs d'anticipation des entrepreneurs causent certains à engranger des profits supplémentaires, d'autres à faire des pertes. Mais les actions des entrepreneurs tendent, sur le long terme, à égaliser les taux de rentabilité. Lorsqu'une firme fait un profit, la production du bien augmente, ce qui accroît l'offre et, mécaniquement, réduit le prix de vente (loi de l'offre et de la demande). Pour produire plus, les investissements nécessaires vont constituer une demande sur les facteurs de production, qui exerce une pression à la hausse sur les prix (augmentation des coûts de production). Le profit tend ainsi à disparaître et le profit tend à revenir vers la moyenne.

### Inflation et déflation
L'inflation et la déflation sont des phénomènes monétaires. Elles correspondent, pour l'une, à un accroissement, et pour l'autre, à une destruction de monnaie. L'inflation a lieu lorsque l'accroissement de la quantité de monnaie n'est pas contrebalancé par une augmentation de la demande de monnaie. L'inflation et la déflation ne se traduisent pas nécessairement par une hausse des prix, car en vertu de la théorie de la monnaie de Rothbard, l'inflation correspond à une augmentation plus rapide de la masse monétaire que du stock d'or.
Dans un système de réserves fractionnaires, c'est la banque centrale qui est responsable de l'inflation, en imprimant davantage de monnaie centrale, en autorisant les banques à prêter de la monnaie qu'elles n'ont pas, en diminuant leurs taux directeurs, ou via leurs opérations d'injection de liquidité dans le marché interbancaire (opération d'open market) ou dans le système financier (assouplissement quantitatif).
L'inflation est responsable de différents méfaits. Elle déstabilise les anticipations des agents économiques, appauvrit les débiteurs et les épargnants, surtaxent le capital, etc. Elle doit être évitée.

### Rejet de l'intervention de l’État
Les autrichiens soutiennent que les interventions de l'État en économie n'ont que des effets destructeurs. Ils insistent sur la probabilité qu'une politique publique ait un effet contraire à l'intention des décideurs. Il est ainsi inutile de combattre les crises économiques : la crise n'est pas une maladie, mais une guérison, une opportunité d'assainissement qui ramène le système économique vers l'équilibre voulu par les agents économiques. L’État ne doit ainsi rien faire qui puisse bloque le processus de réajustement.
Ludwig von Mises, en particulier, met en lumière le caractère illusoire de la plupart des propositions étatistes, tandis que Friedrich Hayek souligne le caractère totalitaire pour les libertés individuelles des actions publiques.

### Rejet du salaire minimum
L'école autrichienne s'oppose au salaire minimum. Elle soutient qu'il provoque une augmentation des coûts de production, réduisant le taux de rentabilité et donc l'attractivité de l'embauche pour les employeurs par rapport à sa productivité marginale. Les capitaux fuient donc les branches économiques où les minima salariaux sont les plus élevés. Le salaire minimum provoque ainsi une baisse de l'investissement dans ces branches.

### Rejet du paradoxe de l'épargne
L'école autrichienne s'oppose au paradoxe de l'épargne. Selon cette théorie, une augmentation généralisée de l'épargne a un effet récessif sur l'économie, car l'épargne se fait au détriment de la consommation. Lorsque la consommation devient insuffisante pour rendre la production rentable, c'est-à-dire que lorsque la demande chute les prix baissent, mais si les ménages accroissent leur épargne (qui est de l'investissement), alors cela fait augmenter le prix des facteurs de production, rendant le prix de vente insuffisant pour couvrir la hausse des coûts de production. Les entreprises subissent des pertes et licencient, d'où le chômage. Hayek s'oppose à ce paradoxe en 1929, en soutenant que ce paradoxe ne prend pas en compte les différentes étapes de la production. La hausse de l'épargne due à la baisse de la consommation augmente la rentabilité dans les étapes hautes de la production.

### Rejet de la théorie quantitative de la monnaie
Le rapport de l'école autrichienne à la théorie quantitative de la monnaie est ambiguë. Von Mises la considère comme la théorie fondamentale qui permet d'expliquer le pouvoir d'achat de la monnaie, mais il rejette les versions mécanistes et holistes de cette théorie. Il en retient l'idée selon laquelle le pouvoir d'achat de la monnaie dépend de la rencontre entre une offre et une demande de monnaie : lorsque l'offre augmente mais que la demande reste identique, le prix de la monnaie baisse, et donc son pouvoir d'achat chute.

### Rejet de la politique monétaire
La politique monétaire a une capacité de nuisance importante en ce qu'elle provoque des distorsions économiques, et notamment au niveau du taux d'intérêt. Le taux d'intérêt joue en effet un rôle de signal dans l'économie. Si le taux d’intérêt est artificiellement maintenu trop bas (par une décision des autorités ou par une création monétaire abondante), les entrepreneurs croient que les consommateurs veulent investir plus que ce qu’ils souhaitent réellement. Ils vont donc engager des projets d’investissements qui ne sont pas justifiés par les intentions réelles des consommateurs, et qui devront donc tôt ou tard être abandonnés. Et comme cette erreur de prévision touche tous les entrepreneurs, l’abandon des projets entraîne une crise généralisée.
La capacité des autorités à créer de la monnaie fait aussi augmenter les aléas moraux : les firmes sont incitées à se comporter de manière imprudentes car elles savent qu'elles peuvent être sauvées par de la monnaie fraîchement créée en cas de problème.

### Cycles économiques
Les cycles économiques reposent, selon les autrichiens, sur des manipulations par les autorités des marchés, et notamment des variables majeures que sont le capital, la valeur et l’intérêt. La politique monétaire est le plus souvent responsable des cycles : les manipulations de la monnaie et de l'intérêt sont, selon les autrichiens, responsables des cycles économiques. Elles forment une phase ascendante de l'investissement qui est déconnectée de la demande réelle ; la phase descendante a lieu lorsque les investissements réalisés à tort sont abandonnés, faute de profits, entraînant baisse de revenus et augmentation du chômage. Cette crise est d'autant plus inéluctable qu'elle est nécessaire pour rétablir une structure du capital cohérente avec la demande.
Les autrichiens en déduisent que toute intervention étatique pour empêcher ou retarder la crise est contre-productive, et que le seul moyen d’empêcher les crises est de ne pas créer de boom artificiel par la manipulation des taux d’intérêt et de la monnaie. Ils recommandent notamment de laisser le marché fixer librement les taux d’intérêt.

### Réforme bancaire
L'école autrichienne, et notamment par la voix de Rothbard, soutient une réforme générale du système bancaire. Elle soutient la mise en place d'une monnaie basée sur l'or, qui ne puisse être décorrélée des besoins des agents économiques. Un système bancaire efficace serait un système système de réserves non-fractionnaires (100 % monnaie), où la banque centrale ne pourrait plus provoquer de cycles économiques par une création abusive de monnaie.

## Débats et critiques
L'économie autrichienne a fait l'objet de critiques et de débats parmi les économistes. Les débats ont principalement eu lieu dans les années 1970, lorsque les travaux des Autrichiens sont redécouverts.

### Théorie de la valeur
Ses positions ont été critiquées par les économistes marxistes, dont les positions étaient elles-mêmes attaquées par l'école autrichienne, particulièrement par Eugen von Böhm-Bawerk dans son livre Karl Marx et la Fin de son Système. Les marxistes ont critiqué l'école autrichienne sur sa théorie de la valeur.

#### Ouvrages
- Robert Leroux (2009), « Ludwig von Mises — Vie, œuvres, concepts », Paris, Ellipses.
- Thierry Aimar (2005), Les apports de l'école autrichienne d'économie — Subjectivisme, ignorance et coordination, Paris, Vuibert, 315 p.  (ISBN 2-7117-7519-4).
- Stéphane Longuet, Hayek et l'école autrichienne, Nathan, 1998  (ISBN 2-09-190115-6).
- Renaud Fillieule, L'école autrichienne d'économie — Une autre hétérodoxie, Presses Universitaires du Septentrion, 2010, 240 p.  (ISBN 978-2-7574-0163-7).
- Gilles Campagnolo, Carl Menger, entre Aristote et Hayek: aux sources de l’économie moderne, Paris, CNRS, 2008, 236 p.
- Thomas Mayer, Austrian economics, money and finance, 1 Edition., London : New York, Routledge, Taylor & Francis Group, 2018, 203 p.

#### Articles
- Gilles Campagnolo et Christel Vivel, « The foundations of the theory of entrepreneurship in austrian economics ? Menger and Böhm-Bawerk on the entrepreneur », Revue de philosophie économique, 2014, vol. 15, nᵒ 1, p. 49.
- Cahiers d'économie politique no 2006/2, Les économistes autrichiens 1870–1940, l'Harmattan, collectif.
- Thierry Aimar, « l'actualité théorique de la pensée économique autrichienne », Sociétal, 3e trimestre 2006, p. 25-30.